# Pleuranthodium
Pleuranthodium (лат.) — род однодольных растений семейства Имбирные (Zingiberaceae). Выделен британской учёной-ботаником Роузмари Маргарет Смит в 1991 году; ранее представители рода Pleuranthodium выделялись в особый подрод рода Альпиния (Alpinia).

## Систематика
По данным «The Plant List», в состав Pleuranthodium включены 23 вида растений:
- Pleuranthodium biligulatum (Valeton) R.M. Sm.
- Pleuranthodium branderhorstii (Valeton) R.M. Sm.
- Pleuranthodium comptum (K.Schum.) R.M. Sm.
- Pleuranthodium floccosum (Valeton) R.M. Sm.
- Pleuranthodium floribundum (K.Schum.) R.M. Sm.
- Pleuranthodium gjellerupii (Valeton) R.M. Sm.
- Pleuranthodium hellwigii (K.Schum.) R.M. Sm.
- Pleuranthodium iboense (Valeton) R.M. Sm.
- Pleuranthodium macropycnanthum (Valeton) R.M. Sm.
- Pleuranthodium neragaimae (Gilli) R.M. Sm.
- Pleuranthodium papilionaceum (K.Schum.) R.M. Sm.
- Pleuranthodium pedicellatum (Valeton) R.M. Sm.
- Pleuranthodium peekelii (Valeton) R.M. Sm.
- Pleuranthodium pelecystylum (K.Schum.) R.M. Sm.
- Pleuranthodium piundaundensis (P.Royen) R.M. Sm.
- Pleuranthodium platynema (K.Schum.) R.M. Sm.
- Pleuranthodium pterocarpum (K.Schum.) R.M. Sm.
- Pleuranthodium racemigerum (F.Muell.) R.M. Sm.
- Pleuranthodium roemeri (Valeton) R.M. Sm.
- Pleuranthodium schlechteri (K.Schum.) R.M. Sm.
- Pleuranthodium scyphonema (K.Schum.) R.M. Sm.
- Pleuranthodium tephrochlamys (K.Schum. & Lauterb.) R.M. Sm.typus
- Pleuranthodium trichocalyx (Valeton) R.M. Sm.

## Распространение, общая характеристика
Представители рода встречаются на архипелаге Бисмарка (Папуа — Новая Гвинея), острове Новая Гвинея и северо-востоке штата Квинсленд (Австралия).
Соцветие неразветвлённое, несёт по одному цветку. Прицветники отсутствуют или почти незаметны, чашечка короткая, губа(?) чашеобразная. Плод — коробочка, эллиптической либо сферической формы.